# Вилен
Вилен (нем. Wielen) — община в Германии, в земле Нижняя Саксония.
Входит в состав района Графство Бентхайм. Подчиняется управлению Ильзен. Население составляет 565 человек (на 31 декабря 2010 года). Занимает площадь 23,06 км².
Коммуна подразделяется на 7 сельских округов.
| Год  | Население |
| ---- | --------- |
| 1990 | 595       |
| 1995 | 601       |
| 2000 | 632       |
| 2005 | 614       |
| 2010 | 582       |